# دوشکا (روستا)
دوشکا (به بلغاری: Dushka) یک منطقهٔ مسکونی در بلغارستان است که در شهرستان چرنوچن واقع شده‌است.